# Platysenta ignitincta
Platysenta ignitincta är en fjärilsart som beskrevs av Messn. 1890. Platysenta ignitincta ingår i släktet Platysenta och familjen nattflyn. Inga underarter finns listade i Catalogue of Life.